# St. Antonius (Westerried)

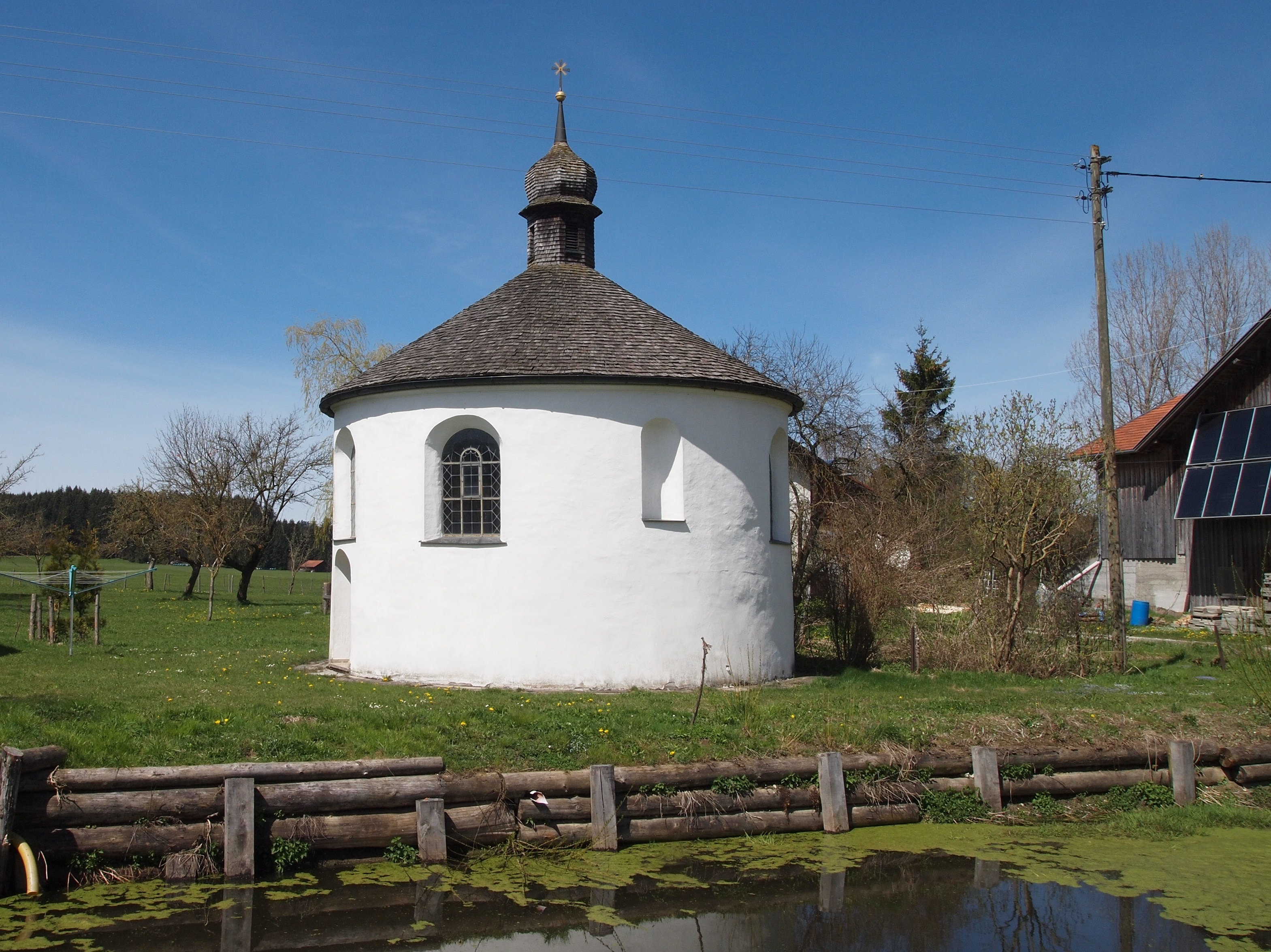
Kapelle St. Antonius in Westerried

Die Kapelle St. Antonius ist ein im Jahr 1714 errichtetes Gotteshaus in Westerried, einem Ortsteil der Gemeinde Kraftisried im Landkreis Ostallgäu in Bayern.
Die Kapelle ist als ein für Gegend und Bauzeit unüblicher Rundbau ausgeführt. Der Altar stammt aus der Erbauungszeit der Kapelle, das Altarbild wurde 1885 vom Unterthingauer Maler Andreas Mayr ausgeführt und zeigt den heiligen Antonius von Padua mit dem Jesuskind vor der Gottesmutter.
Der Auszug zeigt die Stigmatisation des heiligen Franz von Assisi, er wurde 1890 von Johann Fischer geschaffen.
Flankiert wird der Altar rechts von einer Statue des heiligen Rochus, der auf eine Pestwunde an seinem Oberschenkel weist, links von einem volkstümlich als „Sautoni“ bezeichneten heiligen Antonius mit einem Schwein, welches auf das Schweinezucht-Privileg des Antoniterordens verweist.